# Sharofiddin Boltaboyev
Sharofiddin Pulat oʻgʻli Boltaboyev (ur. 19 listopada 1995) – uzbecki judoka, olimpijczyk z Tokio (2020) i Paryża (2024), gdzie zajął siódme miejsce w wadze półśredniej.
Piąty na mistrzostwach świata w 2021 i 2024; siódmy w 2019; uczestnik zawodów w 2015, 2018 i 2022. Startował w Pucharze Świata w 2015 i 2018. Siódmy na igrzyskach azjatyckich w 2018. Trzeci na igrzyskach solidarności islamskiej w 2021. Srebrny medalista mistrzostw Azji w 2015 i 2019; trzeci w 2021, a także trzeci w drużynie w 2024 roku.

## Letnie Igrzyska Olimpijskie 2020
| Konkurencja | Eliminacje         | Eliminacje            | Eliminacje                  | Repasaże                   | Klas. końcowa |
| Konkurencja | Przeciwnik I       | Przeciwnik II         | 1/4                         | Przeciwnik I               | Miejsce       |
| ----------- | ------------------ | --------------------- | --------------------------- | -------------------------- | ------------- |
| 81 kg       | Hugo Cumbo (VAN) Z | Iwajło Iwanow (BGR) Z | Shamil Borchashvili (AUT) P | Tato Grigalashvili (GEO) P | 7.            |